# Zlatna vrata u Kijevu
Zlatna vrata u Kijevu (ukrajinski: Золоті ворота) su jedna od glavnih znamenitosti Kijeva.
Sadašnja Zlatna vrata su rekonstrukcija nekadašnjih, koja su oštećena tijekom vremena. Bila su glavni orijentir u drevnom Kijevu i prolaz u staroj gradskoj tvrđavi. Trenutno služe kao muzej. Isti naziv ima obližnje kazalište i postaja Kijevskog metroa.
Moderna povijest prihvaća ova Zlatna vrata, kao jedna od tri vrata izgrađena za vrijeme Jaroslava Mudroga. Zlatna vrata su izgrađena u vremenu od 1017. do 1024., otprilike u isto vrijeme kada i Katedrala sv. Sofije.
Nakon što je izgrađena crkva Navještenja pokraj vrata, svojim zlatnim kupolama postala je istaknuti orijentir lako vidljiv izvan grada. Od tada, su ova vrata i dobila ime "Zlatna vrata". Na vratima je prolaz visok oko 40 metara i širok 20 metara. Gotovo pola tisućljeća, služio je kao slavoluk, istaknuti simbol u Kijevu.
Godine 1982., Zlatna vrata u potpunosti su obnovljena za 1500. godišnjicu Kijeva, iako nema čvrstih dokaza kako su izvorna vrata stvarno izgledala. 
Godine 1989. sa širenjem Kijevskoga metroa, otvorena je postaja u blizini Zlatnih vrata, koja se tako i zove. Ono što je čini jedinstvenom je, da se njena graditeljska cjelina temelji na ukrasima drevnih ukrajinskih crkava.
Godine 1997., otkriven je u blizini spomenik Jaroslavu Mudrome.